# Catedral de Nossa Senhora da Glória

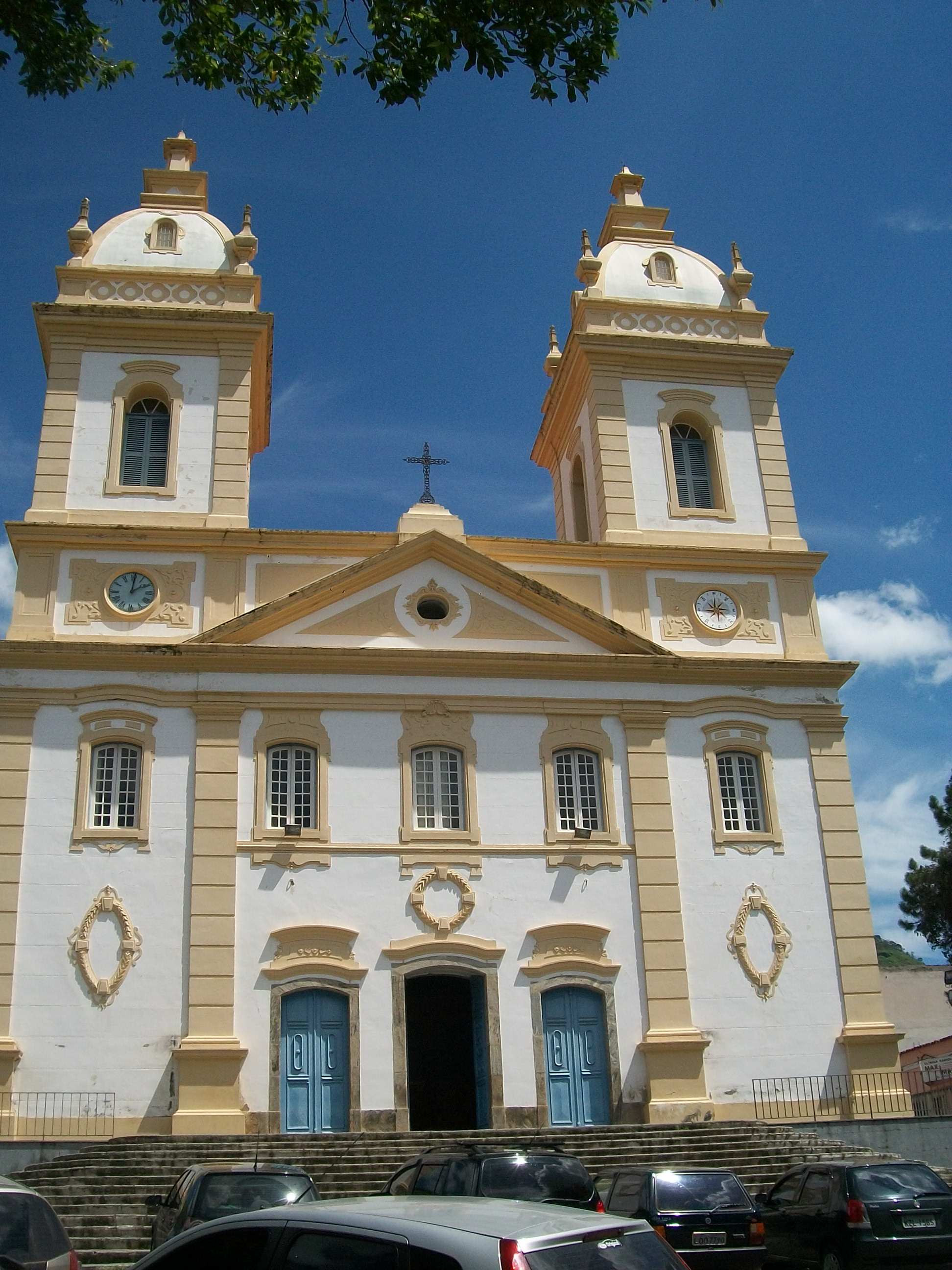
Catedral de Nossa Senhora da Glória

Die Catedral de Nossa Senhora da Glória ist eine römisch-katholische Kathedrale im Zentrum der brasilianischen Stadt Valença. 

## Geschichte
Die Kirche wurde 1820 errichtet und zwischen 1917 und 1970 umfassend restauriert. Sie ist die Bischofskirche des Bistums Valença und beherbergt das Museu Padre Manoel Gomes Leal.